# معركة بادغيس
معركة بادغيس هي معركة قامت في عام 654 م بين منزل کارن وحلفائهم الهياطلة ضد دول الخلفاء الراشدين.

## التاريخ
بعد أن غزا المسلمون خراسان الكبرى في 651 م وسيطروا على أغلب المنطقة في عام 652 م. قام أتباع منزل کارن بقيادة كارن والهياطلة بقيادة نيزاك تاركان بالتمرد على المسلمين في كل من هراة وبادغيس وقهستان وتبعتهم نیشابور وبلخ. هذا التمرد جاء في نفس وقت تمرد مدينة زرنج. قام المسلمون بقيادة عبد الله بن عامر بهزيمة هذا التمرد وقتل كارن.